# Macrodactylus sylphis
Macrodactylus sylphis är en skalbaggsart som beskrevs av Bates 1887. Macrodactylus sylphis ingår i släktet Macrodactylus och familjen Melolonthidae. Inga underarter finns listade i Catalogue of Life.